# NGC 2445
NGC 2445 est une vaste galaxie irrégulière à anneau située dans la constellation du Lynx. NGC 2445 a été découverte par l'astronome français Édouard Stephan en 1877.

## Caractéristiques
La classe de luminosité de NGC 2445 est V-VI et elle présente une large raie HI.
En raison d'une brillance de surface égale à 14,16 mag/am2, on peut qualifier NGC 2445 de galaxie à faible brillance de surface (LSB en anglais pour low surface brightness). Les galaxies LSB sont des galaxies diffuses (D) avec une brillance de surface inférieure de moins d'une magnitude à celle du ciel nocturne ambiant.

### Distance
Sa vitesse par rapport au fond diffus cosmologique est de 4 153 ± 13 km/s, ce qui correspond à une distance de Hubble de 61,3 ± 4,3 Mpc (∼200 millions d'al).
À ce jour, trois mesures non basées sur le décalage vers le rouge (redshift) donnent une distance de 62,300 ± 6,710 Mpc (∼203 millions d'al), ce qui est à l'intérieur des valeurs de la distance de Hubble.

### Morphologie
NGC 2445 a été utilisée par Gérard de Vaucouleurs comme une galaxie de type morphologique Pec dans son atlas des galaxies,.

## Le couple de galaxies ARP 143
Plusieurs études ont été réalisées sur le couple de galaxies NGC 2444 et NGC 2445. Toutes ces études soulignent que ce sont deux galaxies à anneau,,,. Le couple NGC 2444 et NGC 2445 a été inscrit dans l'atlas d'Halton Arp sous la cote Arp 143. Bien qu'il existe plusieurs scénarios de collisions pour expliquer la formation de galaxies à anneau, une simulation numérique réalisée en 2003 propose une collision plausible pour expliquer la formation des anneaux autour de ces deux galaxies. NGC 2444 dont la masse est le double de celle de NGC 2445 aurait expérimenté une collision frontale avec cette dernière qui se déplaçait auparavant sur une orbite hyperbolique. Après la collision, les orbites de deux galaxies sont devenues communes. Le couple a émergé de cette collision et serait sur le point d'en expérimenter une nouvelle. NGC 2445 est la galaxie qui a le plus souffert de cette collision, perdant une partie de sa masse et subissant des distorsions importantes.

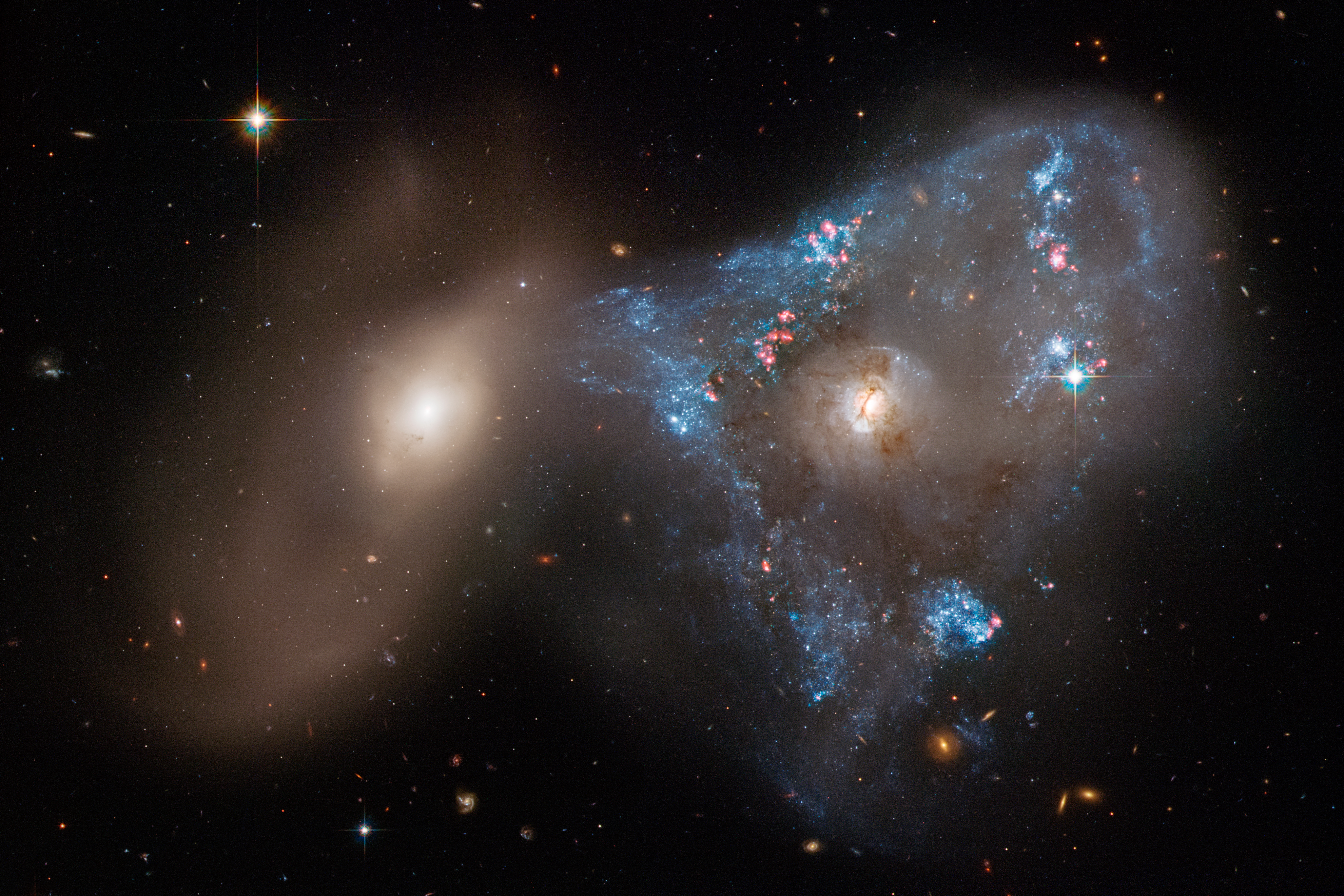
La paire de galaxies ARP 143 par le télescope spatial Hubble.

## Groupe de NGC 2415
NGC 2445 fait partie d'un groupe de galaxies d'au moins 9 membres, le groupe de NGC 2415. Outre NGC 2445 et NGC 2415, les autres du groupe sont NGC 2444, NGC 2476, NGC 2493, NGC 2524, NGC 2528, UGC 3937 et UGC 3944.